# Myotis gomantongensis
Myotis gomantongensis é uma espécie de morcego da família Vespertilionidae.
Apenas pode ser encontrada no seguinte país: Malásia.